# 火神山医院
武汉火神山新型冠状病毒感染肺炎专科医院，通称火神山医院、武汉火神山医院，地处中国湖北省武汉市蔡甸区知音湖畔，位于武汉职工疗养院旁，是一间感染病专科医院。该医院参考北京小汤山非典医院模式建立，不設門診，專門收治受2019新型冠狀病毒感染的病患。2020年1月23日由武漢市人民政府宣布興建，并于2020年1月25日动工，该院建筑施工由中國建築第三工程局牵头，多家企业聯合承建，2月2日完工并交付中国人民解放军联勤保障部队，2月3日，进行接收推演，2月4日9时30分起，正式接收首批新型冠状病毒感染的肺炎确诊患者。解放军抽调1400名医护人员，承担医疗任务。
火神山醫院從統籌到完工僅僅用時10天，因此與武漢雷神山醫院一起被譽為「中國奇跡」「中國速度」。

## 命名
2020年1月24日晚，据新华社报导，武漢版小湯山医院被正式定名为“火神山医院”。“火神山”一词并非该地原名，据长江日报记者报导，医院名来自楚文化。湖北在西周时期为楚国，“火神”即传说中古楚国人的祖先祝融，另根据中医理论，肺部五行属金，而五行中火克金，正好与（當時以為）新型冠状病毒不耐高温的特点相符，火神山医院的命名，寓意火神驱赶瘟神。此外，民间也流传火神驱疫、雷神制瘟。

## 沿革

### 筹备与设计
2019年12月，武汉出现感染了新型冠状病毒的患者，该病毒具有极强的传染性，感染人数在1月份迅速上升。为应对2019冠状病毒病疫情的暴发，武汉市政府将武汉市金银潭医院、武汉市肺科医院、武汉市汉口医院等医院作为收治病患的指定医院，并在全市设置61个发热门诊部。随着疫情的不断扩散，当地医疗资源愈发紧张，在武汉当地众多医院，每天候诊病人数目是平常的10多倍，导致医院难以提供医生及床位、也没有充分的隔离条件安置患者，仅能优先安排危重病人。为了缓解医疗资源的短缺，1月23日下午，武汉市城乡建设局紧急召集中建三局等单位举行会议，要求参照北京小汤山医院模式，建设一所专科医院，即後來的火神山醫院，並預期可以收治新型冠状病毒感染的肺炎患者1000人左右。根據計畫要求该医院预计工期僅6日，将于2月3日前全數建成并投入使用。
1月23日夜，武汉市城乡建设局紧急联络了当年小汤山野战传染病医院的设计方中国中元设计院寻求技术支持，并委托中信建筑设计院负责医院的设计工作。在接到请求的1小时后，中元设计院便将修订完善的图纸送达城建局备用，并与武汉中信设计院建立直通联系通道，为其提供技术支持。在除夕期間也不停持續的工作下，火神山完整的图纸设计最終于大年初一凌晨完成並開始主體建筑的施工。
1月25日，原小汤山野战医院院长张雁灵少将赶往武汉，指导火神山医院建设。
1月27日，中华人民共和国国务院总理李克强到火神山医院建设工地视察，称对解决该工程的困难及物资需求可特事特办，又要求工程方保质保量尽快建设医院，以让该医院成为遏制疫情蔓延的安全岛。该院預估占地2.5万平方米，可提供813张床位。

### 施工

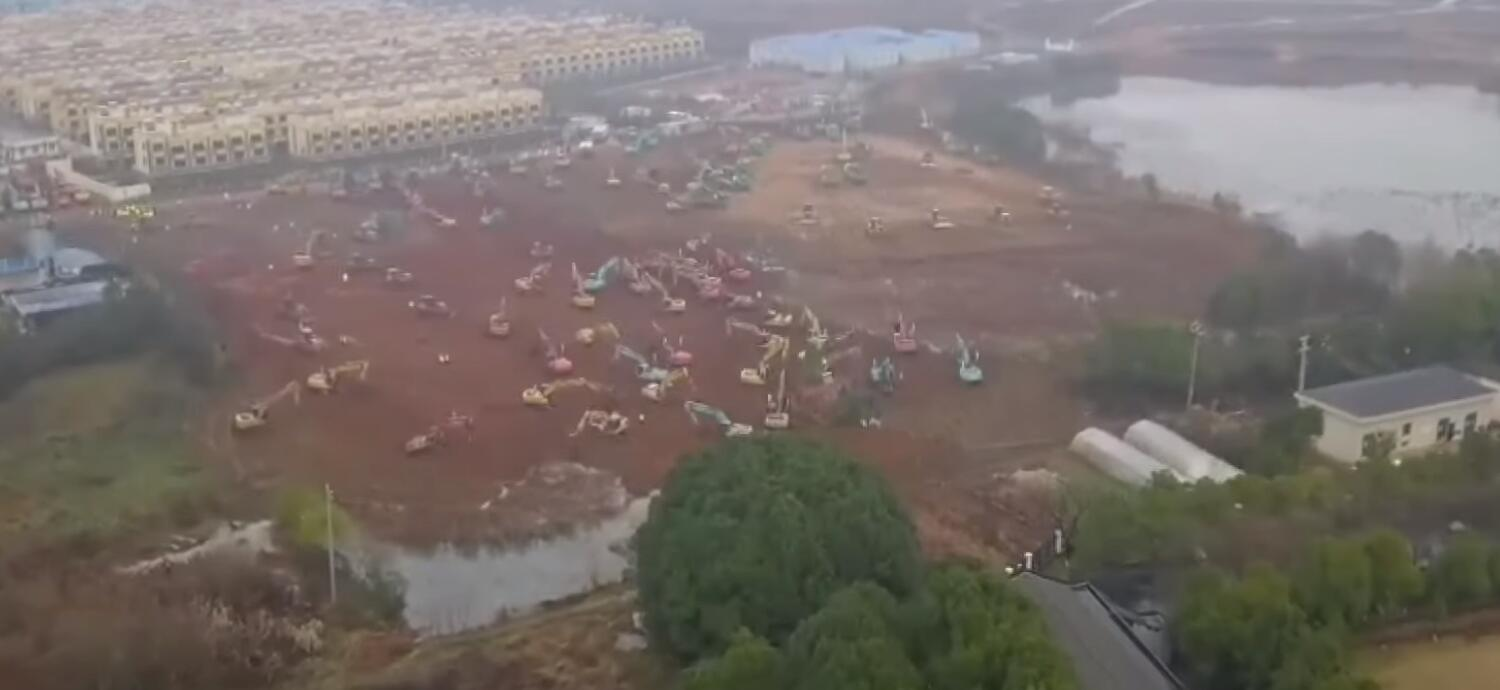
2020年1月23日當局召開緊急會議決定建設後，次日白天武汉火神山医院在建工地空拍照，远处水域为知音湖。

2020年1月23日，该醫院在通知發布後即召集人員與材料开始前期工作。24日凌晨，因為武漢已經緊急封城的緣故，不足的人力是透過臨時通知湖北當地在建其他工程經理，立刻招募現場工人和可用機具至預定地，加入混編隊伍並開挖地基，其後由中建三局、武汉建工、武汉市政、汉阳市政組成的工程組接手並共同指導建设。火神山医院建设期间，将采取“两班倒”工作制日夜不停施工，将有最多1500名建设者和280台套施工机械设备参与，除了從湖北區域內抽調人力，工程方另外准备了2000人组成的后备队，按需投入工程建设。
1月26日，工程已经完成场地平整、碎石回填等步骤，进入HDPE防渗地膜铺设阶段，首间病房搭建完成。2020年1月27日，国家发展和改革委员会宣布下拨中央预算内投资3亿元人民币，补助火神山和雷神山医院建设。同日，国家电网宣布向两家医院建设捐赠价值6028万元人民币的实物物资。此外，联想集团、美的、TCL、普陀山佛教协会等机构也宣布为火神山医院捐资、捐物。
1月28日，火神山医院的设计效果图公布，开始搭建病房的框架结构，并完成了样板病房建设。1月29日，医院基础混凝土浇筑工作进入尾声。
1月30日晚上8時20分左右，傳出火神山医院工地发生斗殴事件。武汉市城乡建设局官方随后通报称在此次事件中无人受伤，冲突的原因系两家承包商因对道路开挖时间存在误会，趕工期間情緒激動才引發，现场已完全恢复正常施工。
2月1日中午，火神山医院基础建设全部完成，隔离区建设完成60%。2月2日，傳媒報導火神山医院正式宣布完工。但据施工工人透露，2月3日所謂的完工其实只有1区交付运营，2-4区仍在做最後施工，而所有工程則是直至2月7日才全部完成。
待遇方面，根据财新网援引湘潭援建工人林某的说法，工地每天早上7点多开工，最晚晚上12点才收工。吃饭时则由项目方将盒饭送至工地门口，然后由各班组班长发放给工人，工人在现场吃完后继续干活。工资方面，大部分工人在医院工地干活8日，领得工资1万多元人民币。但加上来回武汉的时间及回乡后的14日隔离时间，平均下来与一般工人（月入八至九千元人民币）并无太大区别。

### 交付使用
2020年2月1日，武汉市公安局蔡甸区分局新农派出所武汉火神山医院警务室挂牌成立，由4名民警和8名辅警组成。
2020年2月2日，完工的武汉火神山医院交付联勤保障部队。1400名医护人员全從中国人民解放军抽调，于2月3日起轉戰承担火神山医院的医疗救治任务並收治病患。其中联勤保障部队所属医院抽调950人，先期抵达的陆军军医大学、海军军医大学、空军军医大学等共450人纳入统一编组。此外，从解放军疾病预防控制中心、军事科学院军事医学研究院抽调15名专家组成联合专家组，现地指导医院疫情防控工作。据了解，医护人员中有不少人曾参加小汤山医院抗击非典任务以及援助塞拉利昂、利比里亚抗击埃博拉疫情任务，具有丰富的传染病救治经验。原中国人民解放军总医院卫勤部部长张思兵出任院长一职。
2020年2月3日，火神山医院开放床位50张，使用50张。2月5日，火神山医院开放床位76张，使用76张。2月7日，火神山医院开放床位86张，使用86张。2020年2月16日，火神山医院开放床位1014张，使用1014张；雷神山医院开放473张，使用473张。

## 设计与设施
根据设计方案，该医院建筑面积最終確定為3.39万平方米，功能主要为病房、接诊室、ICU、医技部、网络机房、供应库房、垃圾暂存间、救护车消洗间等。沿用小汤山医院设计，采用鱼骨式布局搭建临时板房。建筑具有标准化、模块化、可扩展化的特点，由多个“H”型模块排列形成，每个“H”型模块包含1个中心模块和4个对应的护理单元。每个护理单元内设置两列病房，病患由病房外周进入病区。办公区域和医护人员通道则沿建筑中轴线设置，医护人员从中轴经过更衣等程序进入病区，对病人进行检查，以控制空气洁净、保障医护人员安全，提高救治效率。

### 选址
火神山医院选址于毗邻后官湖（知音湖）的武汉职工疗养院旁，此地距离铁路汉口站约40分钟车程，临近后官湖湿地公园，远离闹市，环境较好。
1月24日，网络流传“武汉火神山医院选址有误，需重新选址”，该消息首先被辟谣。但之后以“因市民担心施工工地距离湖区近造成水体污染”为由宣布已微调施工位置，官方却声称整体变化不大。据工程方表示，工程方称知音湖并不是武汉的备用水源地，该医院建设标准参照《传染病医院建设标准》，设置各种基本设施，排放的废水、雨水和废物均会收集处理，不会污染旁边的知音湖。

### 通信设施
1月24日，中国电信开通火神山医院第一个5G基站；中国电信本次新建3个5G基站，并新建一个4G基站。25日，中国移动开通火神山医院中国移动首个5G基站。中国联通也正在进行网络覆盖，工程包括3G/4G/5G无线通信网，实现千兆网络覆盖，联通首个火神山5G基站也在1月25日开通。

### 电力设施
2020年1月24日，据国家电网方面表示，供电设施施工和建筑施工同时展开，计划于3日内完成电力基础施工。
2020年1月31日23时49分，火神山医院正式通电，采取双电源供电方式，安装20台630千伏安箱式变电站、4台500千伏安箱式变电站以及4套10千伏环网，总容量14600千伏安，敷设电力电缆8公里。

### 绿化
火神山医院占地面积约8.2万平方米，其中绿化配套建设面积近4万平方米。绿化主要分布在入口景观绿化、道路绿化隔离区、内庭景观绿化区、配套绿化景观区等4个区域。火神山医院的绿化设计方案由武汉园林建筑规划设计研究院有限公司在1月28日、29日晚间设计。相较于硬化地面，绿化存在病毒直接下渗土壤的可能性，因此包括北京大学景观设计学研究院副院长李迪华在内的建筑专家对火神山医院绿化的必要性提出了质疑。

## 其他相关

### 工地直播
火神山医院和同期建设的雷神山医院受到中国大陆民众广泛关注，两家医院的建设过程也在中央广播电视总台下属的央视频等平台在线直播。受疫情影响，大部分中国大陆民众待在家中减少外出，加上假期延长的因素感到无聊，部分民众在线观看医院建设直播，不少觀看的網友自我調侃是「咸豐帝」（閑瘋帝），“云监工”意外成为热门话题，不久后央视频上线免费打榜功能，最高在线观看人数超七千万，观众还在直播间内进行讨论，并给直播中出现的各种作业车辆起各种外号甚至“打榜”。

### 工地工人相关事件
2020年1月30日晚上8点20分左右，在火神山医院施工工地上因为开挖现场施工主道路的时间有分歧，导致两家参建施工团队产生推搡等肢体冲突，被拍摄并上传至网络。之后武汉市城乡建设局在当天深夜发布关于本次事件的情况通报，称“由于双方人员对道路开挖时间存在误会，导致争执推搡，被周围人员迅速劝阻分开，无人受伤”。在2月2日火神山医院完工交接时，两家团队代表握手释嫌。
根据财新网报道，2月3日火神山医院宣布开放后其实仅有1号区完工交付，2、3、4区仍在建设。2月7日所有工程完工后，所有来自湖南湘潭的援建工人统一乘坐大巴返回并被隔离，2月11日其中一名返湘工人林某被确诊为新冠肺炎，2月13日又有一名返湘工人马某被确诊感染。虽然感染源尚未明确，但这两名患者透露当时施工现场有多位工友发烧咳嗽，且工地卫生条件较差，施工后期连口罩也无法供应。
2月17日，有工人向《農民日報》的記者反應，由於工人工資是日結，已經連續3天沒拿到工資，甚至在工作時口罩和礦泉水也沒有按照規定供應。《農民日報》報導此事後不久文章刪除。工人最終在18日凌晨才拿到足額工資。而火神山的承建商中建三局回應稱，不存在拖欠民工工資的情況。此事經社交媒體傳播一度被扭曲成工人體諒國家困難堅決不領工資。

### 微博账号
2020年2月8日，新浪微博账号@火神山医院 开始发微博，受到官方媒体转发和大量网友关注，并有大量留言希望其早日关门。但是同时有网友发现该微博账号早在2014年就已注册，并且开始发博后一直没有获得新浪微博的官方验证，怀疑该账号并非官方账号。2月10日该账号和@雷神山医院官微 被发现已经被注销。

## 影響
因應2019冠狀病毒病疫情設置野外醫院的做法，除後繼的雷神山医院外，伊朗库姆、韓國大邱、香港也用集裝箱（台港稱貨櫃屋）組建野外臨時設施；科威特、義大利米蘭、西班牙馬德里則採現有建物改裝而成，俄國莫斯科亦宣布興建野外醫院以收治日益增加的患者。